# 이명해
이명해(李明海, 1939 ~ )은 대한민국의 제16대 감사원 사무총장이었다.

## 학력
- 서울대학교 문리과대학

## 경력
- 1997년 7월 18일 ~ 1998년 3월 7일 : 제16대 감사원 사무총장